# Condado de Ross
El condado de Ross (en inglés: Ross County), fundado en 1798, es uno de 92 condados del estado estadounidense de Ohio. En el año 2000, el condado tenía una población de 73,345 habitantes y una densidad poblacional de 41 personas por km². La sede del condado es Chillicothe. El condado recibe su nombre por James Ross (1762-1847), a petición de Arthur St. Clair, gobernador del Territorio del Noroeste. El condado forma parte de área metropolitana de Columbus.

## Geografía
Según la Oficina del Censo, el condado tiene un área total de 1,795 km², de la cual 1,783 km² es tierra y 12 km² (0.66%) es agua.

### Condados adyacentes
- Condado de Pickaway (norte)
- Condado de Hocking (noreste)
- Condado de Vinton (este)
- Condado de Jackson (sureste)
- Condado de Pike (sur)
- Condado de Highland (suroeste)
- Condado de Fayette (noroeste)

## Demografía
Según la Oficina del Censo en 2000, los ingresos medios por hogar en el condado eran de $37,117, y los ingresos medios por familia eran $43,241. Los hombres tenían unos ingresos medios de $35,892 frente a los $23,399 para las mujeres. La renta per cápita para el condado era de $17,569. Alrededor del 12.00% de la población estaban por debajo del umbral de pobreza.

## Municipalidades

### Ciudades
- Chillicothe

### Villas
| - Adelphi - Bainbridge - Clarksburg | - Frankfort - Greenfield | - Kingston - South Salem |

### Lugares designados por el censo
- North Fork Village

### Áreas no incorporadas
| - Alma - Andersonville - Anderson Station - Austin - Bourneville - Brownsville - Hallsville - Kinnikinnick - Londonderry | - Nipgen - Pleasant Valley - Richmond Dale (conocido como "Richmondale") - Roxabell - Slate Mills - Spaugarsville - Summithill - Vigo - Yellowbud |